# Simonne Gerbehaye
 (mars 2025).
Si vous disposez d'ouvrages ou d'articles de référence ou si vous connaissez des sites web de qualité traitant du thème abordé ici, merci de compléter l'article en donnant les références utiles à sa vérifiabilité et en les liant à la section « Notes et références ».
Simonne Ghislaine Mathilde Gerbehaye, épouse Lehouck, (Senzeilles, 5 août 1899 - Bouge, 14 juillet 1987) était une femme politique belge wallonne, l'une des premières sénatrices féminines belge.

## Biographie
Fille de Félix Gerbehaye, fondateur des Ateliers de constructions mécaniques Gerbehaye, qui fabriquaient des machines à débiter le marbre et la pierre, elle épouse en 1921 Julien Lehouck, recordman de Belgique de saut en longueur en 1920. Ils ont un fils, Paul.
Dès 1941, des Juifs étaient cachés au château des Gerbehaye, pour être dirigés ensuite vers Cousolre et puis vers la France non occupée. Le 11 février 1944, la Gestapo encercle le château et arrêtent Julien Lehouck, qui sera pendu le 25 février à Breendonk. Le 24 février 1944, la Gestapo arrête Simonne et son fils. Ils seront transférés à la prison de Saint-Gilles. Le 5 juin, ils sont transférés en Haute Silésie, à Gross-Strelitz. Fin novembre, Simone est déportée comme prisonnière politique à Ravensbrück. Vers la fin de la guerre, elle quitte Ravensbrück pour Lübeck. Hospitalisée en Suède, elle ne pèse plus que 35 kg. Elle apprend qu’elle a un poumon perdu on ne lui donne plus que six mois à vivre. Elle rentre à Senzeilles le 29 juin 1945, avant de s'engager politiquement. Finalement, elle enchaînera cinq mandats de bourgmestre et devient sénatrice. Elle est l'une des premières femmes à siéger au Sénat belge (la première fut Marie Janson, dès 1921).
Elle fut élue conseillère communal (1946-) et bourgmestre (1946-1973) de Senzeilles, sénatrice de l'arrondissement de Namur-Dinant-Philippeville (1950-1954 ; 1958-1961), cooptée sénatrice (1954-1958).

## Sources
- Bio sur ODIS
- Vers l'Avenir: la première femme sénatrice
- Vers l'Avenir: Simonne Lehouck